# Paul Watson

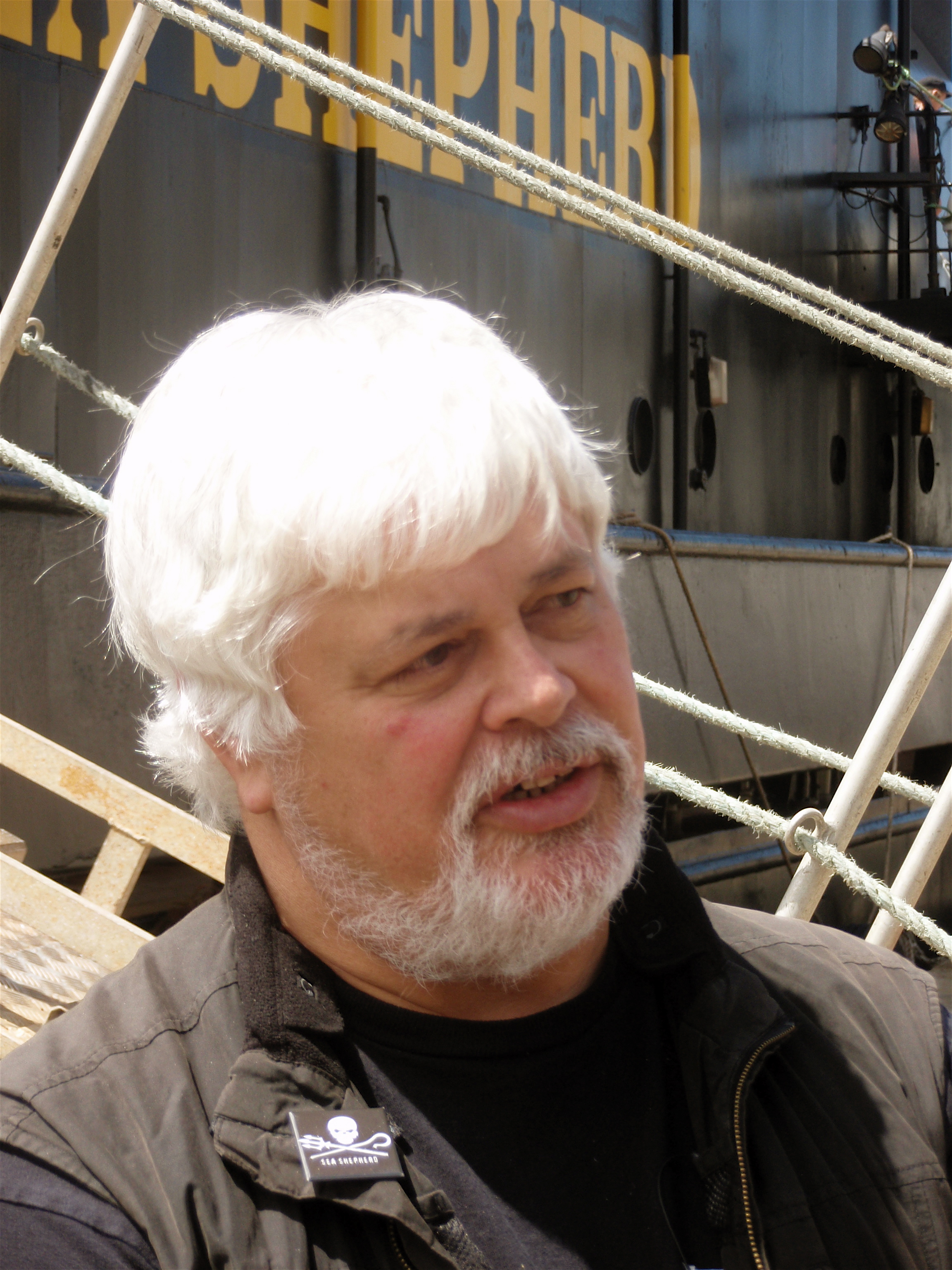
Paul Watson vor der Steve Irwin, 2009

Paul Franklin Watson (* 2. Dezember 1950 in Toronto, Ontario) ist ein kanadisch-US-amerikanischer Tierschützer und der Gründer der Sea Shepherd Conservation Society.

## Herkunft und Privatleben
Watson wurde als Sohn von Anthony Joseph Watson und Annamarie Larsen geboren und wuchs in St. Andrews (New Brunswick), einem Fischerdorf an der kanadischen Ostküste, auf. 1968 trat er in die kanadische Küstenwache ein. 1969 heuerte er auf dem norwegischen Massengutfrachter Bris (35.000 BRT) für eine Reise nach Asien und Afrika an, kehrte jedoch bereits in den frühen 1970er Jahren zur Küstenwache zurück. Watson studierte Kommunikations- und Sprachwissenschaften an der Simon Fraser University in der kanadischen Provinz British Columbia. Er hielt Vorträge an Universitäten in der ganzen Welt und war von 1990 bis 1994 Professor für Ökologie am Art Center College of Design im kalifornischen Pasadena.
Watson hat eine Tochter, er besitzt die kanadische sowie die US-amerikanische Staatsbürgerschaft.

## Aktivismus

### Frühes Mitglied von Greenpeace

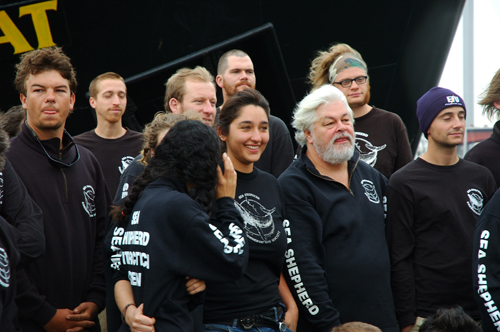
Paul Watson, 2005

Anfang der 1970er Jahre stieß Watson zur Friedensbewegung Don’t Make a Wave Committee. Die Gruppe wollte 1971 einen amerikanischen Atombombentest vor der Aleuteninsel Amchitka verhindern. Paul Watson hatte genug seemännische Erfahrung und übernahm sein erstes Umweltkommando auf einem Schiff. Den Atombombentest konnte die Gruppe nicht verhindern. Aus dieser Aktion entstand 1971 die Umweltschutzorganisation Greenpeace. Seine Mitgliedsnummer bei Greenpeace war die 007. Da Robert Hunter als erste Mitgliedsnummer die 000 wählte, war er das achte Mitglied. Der Angabe Watsons, eines der Gründungsmitglieder von Greenpeace zu sein, widerspricht die Organisation.
1975 diente Paul Watson als Erster Offizier unter dem Kommando von Kapitän John Cormack. Auf dieser Reise suchten sie die Konfrontation mit der sowjetischen Walfangflotte. Im Juni desselben Jahres waren Watson und Hunter die ersten Menschen, die ihr Leben für den Schutz der Wale einsetzten. In einem Schlauchboot versuchten sie, sich zwischen einem sowjetischen Schiff mit seiner Harpune und den Pottwalen zu positionieren. Die Wale konnten sie trotzdem nicht retten. Nach eigenen Angaben entschloss er sich danach, von diesem Moment an sein Leben zum Schutz der Wale und aller anderen Geschöpfe der Meere einzusetzen.
Bei einem Protest gegen die Robbenjagd 1977 auf dem Eis vor Kanadas Küste warf Watson die erbeuteten Felle und den Knüppel eines Robbenjägers ins Wasser. Es kam daraufhin innerhalb von Greenpeace zum Streit um den Einsatz von Gewalt, infolgedessen Watson die Organisation verließ. Seitdem lehnt Greenpeace eine Zusammenarbeit mit Watson ab, während Watson Greenpeace als zu moderat, zu bürokratisch und zu harmlos kritisierte.

### Sea Shepherd Conservation Society
Nach der Trennung von Greenpeace 1977 gründete Watson die Sea Shepherd Conservation Society, welche gegen die Ausbeutung von Meereslebewesen kämpft.
Das erste Schiff für die Umweltorganisation Sea Shepherd wurde im Dezember 1978 erworben und auf den Namen Sea Shepherd getauft. Sea Shepherd etablierte sich bald als eine der umstrittensten Umweltgruppen. Sie wurde bekannt für provokante Aktionen, die über den sonstigen Protest hinausgingen. Im Gegensatz zu moderaten Umweltschützern greift Watson zu aggressiven Mitteln, jedoch stets unter Beachtung des Gebots, keine Menschen zu verletzen. Unter anderem rammte er Walfänger und Schiffe illegal fischender Fangflotten und bewarf diese mit ungiftiger, jedoch sehr geruchsintensiver Buttersäure. Diese „Stinkbomben“ sollten den Fang ungenießbar machen und damit die kommerzielle Verwertung ebendieses verhindern. Watson sieht sein Handeln durch internationales Recht abgesichert und beruft sich auf das Seerechtsübereinkommen von 1982 und das Internationale Übereinkommen zur Regelung des Walfangs, nach dem kommerzieller Walfang in diesen Gebieten zum jeweiligen Zeitpunkt verboten war. Watson bezeichnete das Handeln der Japaner als kriminell und seine Aktionen nur als Weg, gegen diese illegalen Aktivitäten vorzugehen.

### Rechtliche Auseinandersetzungen
In einem isländischen Hafen versenkte die Sea Shepherd Conservation Society zwei Walfangschiffe. 1988 flog Paul Watson nach Reykjavík, wo er die isländische Regierung dazu zwingen wollte, ihn anzuzeigen und zu verhaften. Diese weigerte sich jedoch und verwies ihn nur des Landes.
Watson wurde 1993 in Kanada wegen seiner Handlungen gegen kubanische und spanische Fischerboote vor der Küste Neufundlands verklagt. 1997 wurde Watson in Abwesenheit von der norwegischen Regierung angeklagt und wegen des Versuchs verurteilt, den Fischkutter Nybrænna 1992 versenken zu wollen. Er erhielt eine Gefängnisstrafe von 120 Tagen. Die holländischen Behörden weigerten sich, ihn an die norwegischen Behörden zu übergeben und behielten ihn für 80 Tage in Haft.
Auf Veranlassung von Japan gab Interpol für Watson im Juni 2010 eine sogenannte blue notice heraus, die dazu dient, Informationen über Aktivitäten und den Aufenthaltsort einer Person einzuholen. Eine red notice, die einem Festnahmeersuchen entspricht, wurde nicht herausgegeben.
2010 befreite Sea Shepherd unter der Leitung von Paul Watson 800 Blauflossen-Thunfische die illegal von dem Fischereiunternehmen Fish&Fish gefangen wurden. Das Unternehmen verklagte Watson, Sea Shepherd UK und die Sea Shepherd Conservation Society auf eine Million Euro Entschädigung. Fish&Fish verlor den Fall und musste seinerseits eine Zahlung über 250.000 € an Sea Shepherd leisten, um die Organisation für die angefallenen Gerichtskosten zu entschädigen.
Am 13. Mai 2012 wurde Watson am Flughafen in Frankfurt am Main aufgrund eines Festnahmebegehrens aus Costa Rica festgenommen. Die deutschen Behörden verhafteten Watson aufgrund eines am 25. Oktober 2011 von einem lokalen Gericht in Costa Rica erlassenen Haftbefehls wegen Behinderung der Schifffahrt. Dessen Grundlage geht auf einen Vorfall aus dem Jahr 2002 während der Dreharbeiten des Films Sharkwater – Wenn Haie sterben zurück. Damals hatte Paul Watson ein Schiff vor Costa Ricas Küste unter anderem mit einer Wasserkanone angegriffen, um es am Shark-Finning zu hindern. Die Behörden in Costa Rica betrieben das Verfahren nach zwei richterlichen Anhörungen und der Vorlage von Videoaufnahmen nicht weiter, Watson und sein Schiff wurden freigelassen. Watson warf Costa Rica vor, das Festnahmeersuchen sei auf japanischen Druck zustande gekommen. Hintergrund ist, dass der Haftbefehl nach einem japanisch-costa-ricanischen Regierungstreffen Ende 2011 erlassen wurde, nachdem Japan Costa Rica eine größere Geldspende überwiesen hatte. Am 14. Mai 2012 veröffentlichte Interpol eine Erklärung, wonach man bereits am 2. März 2012 allen 190 Mitgliedstaaten von Interpol schriftlich mitgeteilt habe, dass man für Paul Watson kein Festnahmeersuchen (red notice) herausgeben werde, da die Grundlage hierfür nicht gegeben sei.
Am 18. Mai 2012 entschied das Oberlandesgericht Frankfurt am Main, dass Watson gegen Zahlung einer Kaution von 250.000 Euro freizulassen sei. Bis zum Abschluss des Auslieferungsverfahrens dürfe er Deutschland jedoch nicht verlassen. Am 21. Mai 2012 wurde er aus der Justizvollzugsanstalt in Frankfurt-Preungesheim entlassen. Am 19. Juli stellte auch die japanische Küstenwache ein Auslieferungsgesuch. Paul Watson floh am 22. Juli aus Deutschland. Nach eigenen Angaben hatte er eine Warnung von einem Unterstützer aus dem deutschen Innenministerium bekommen, dass er beim nächsten Meldetermin bei der Polizei festgenommen und nach Japan ausgeliefert werden solle.
Seit August 2012 hat Interpol den aus Deutschland geflohenen Paul Watson in einer sogenannten red notice zur Verhaftung ausgeschrieben. Eine weitere red notice wurde am 14. September 2012 herausgegeben, diesmal auf Anfrage von Japan. Nach mehr als vier Monaten, – zum Ende seiner Flucht um den halben Erdball per Schiff – im Dezember 2012, gab Paul Watson seinen damaligen Standort an Bord seines Flaggschiffes Steve Irwin, das sich vor der neuseeländischen Küste in internationalen Gewässern befand, der Öffentlichkeit bekannt. Infolge der red notice trat er aus mehreren Ämtern zurück, darunter die Präsidentschaft von Sea Shepherd Australien und der Kapitänsposten der Steve Irwin. Im April 2016 kehrte Watson als Präsident des Board of Directors und des Executive Director der Sea Shepherd Conservation Society of the United States zurück. Er und seine Frau leben in Vermont.
Im Juli 2024 wurde Watson während eines routinemäßigen Tankstopps im Hafen der grönländischen Hauptstadt Nuuk festgenommen. Grundlage war die im Jahr 2012 in Japan ausgeschriebene Interpol-Fahndung, die ihm vorwirft, 2010 in der Antarktis ein japanisches Walfangschiff beschädigt zu haben. Fast 14 Jahre lang hatte Watson ungehindert über Grenzen reisen und ohne Probleme Irland, die Schweiz, Monaco, Frankreich und die USA bereisen können. Seine Verhaftung geschah deshalb für ihn unerwartet. Weil Fluchtgefahr angenommen wurde, kam er nicht wieder aus dem Gewahrsam. Die Untersuchungshaft wurde mehrfach verlängert. Die endgültige justiziable Entscheidung über eine Auslieferung nach Japan lag beim dänischen Justizministerium, weil Grönland ein (selbstverwalteter) Bestandteil des Königreichs Dänemark ist. Mitte Oktober 2024 hatte Watson politisches Asyl in Frankreich beantragt, wo er zuletzt lebte. Die Präsidentin der Tierschutzorganisation Sea Shepherd France, Lamya Essemlali, übermittelte Watsons Gesuch an Staatspräsident Emmanuel Macron. Kurz vor Jahresende 2024 wurde die Auslieferung an Japan abgelehnt und Watson freigelassen.
Am 22. Juli 2025 erklärte der Anwalt von Paul Watson, dass die red notice gegen seinen Mandanten aufgehoben wurde. Interpol bestätigte die Löschung des Haftbefehls. Dabei habe auch die Weigerung des Königreichs Dänemark, ihn auszuliefern, eine Rolle gespielt.

### Beschuss durch japanische Walfänger
Laut eigenen Angaben wurde Paul Watson am 7. März 2008 während eines Zwischenfalls mit der japanischen Küstenwache von einer Kugel an der Brust getroffen. Die Kugel wurde von einer Kevlarweste aufgehalten, die er trug. Ein weiteres Mitglied der Sea Shepherd wurde durch eine Blendgranate verletzt. Die Situation spielte sich während der Anti-Walfang-Kampagne 2008 in antarktischen Gewässern ab. Während der Kampagne kam es zur direkten Konfrontation zwischen dem Sea Shepherd Schiff Steve Irwin und dem Fabrikschiff Nisshin Maru. Der Zwischenfall wurde gefilmt und Szenen daraus auch in der letzten Episode der ersten Staffel der Doku-Serie Whale Wars – Krieg den Walfängern! des US-Senders Animal Planet gezeigt. Demnach stand Watson an Deck der Steve Irwin, während seine Crew kleine, mit Buttersäure befüllte Flaschen auf die Nisshin Maru warf. Zu sehen ist, wie die Japaner Tränengas- und Leuchtgranaten zurückwerfen. Anschließend hört man einen Schuss und Crew-Mitglieder ausrufen „Der Kapitän wurde getroffen“. Watson selbst erklärt, dass er getroffen wurde und zeigt seine Jacke und die beschusshemmende Weste, aus der er ein Projektil holt.
Das japanische Institute of Cetacean Research wies die Behauptung, die japanischen Walfänger hätten scharfe Munition eingesetzt, als unwahr zurück. Von japanischer Seite wurde angegeben, es seien ausschließlich Blendgranaten eingesetzt worden.

### Weitere Aktivitäten
Watson und die Mitglieder seiner Organisation zerstörten in der Vergangenheit auch kilometerlange Treibnetze und kämpfen gegen die Robbenjagd.

### Ausschluss ausSea Shepard
Im September 2022 wurde Paul Watson aus dem Board of Directors von Sea Shepherd Global ausgeschlossen. Die Gründe wurden nicht öffentlich genannt. Etwa ein Jahr später wurde er auch durch einstimmigen Beschluss des Vorstands von Sea Shepherd Deutschland e. V. ebenfalls ausgeschlossen. Hierbei wurde als Grund genannt, dass die durch ihn zuvor erfolgte Gründung und demzufolge gleichzeitige Mitgliedschaft in der Captain Paul Watson Foundation „aufgrund des daraus entstehenden Interessenkonfliktes nicht möglich“ sei.

## Positionen
Watson sieht die Aktionen von Sea Shepherd nicht als illegal an, da sie sich auf die Weltcharta für die Natur (World Charter for Nature aus dem Jahr 1982) der Vereinten Nationen berufen, die ausdrücklich auch Privatpersonen dazu berechtigt, im Namen der internationalen Schutzgesetze zu handeln und diese durchzusetzen. Somit sieht er in den Aktionen keine Selbstjustiz, sondern lediglich das aktive Durchsetzen bestehender Gesetze.
Paul Watson plädiert dafür, dass menschliche Gemeinschaften (Städte) nicht mehr als 20.000 Menschen umfassen und durch weiträumige wilde Regionen getrennt sein sollten. Die Weltbevölkerung habe die globale Tragfähigkeit schon lange erheblich überschritten. Die Menschen produzierten unglaubliche Mengen an festen, flüssigen und gasförmigen Abfällen und beuteten den Planeten und die Rohstoffe der Natur rücksichtslos aus. Die biologische Vielfalt sei durch Überfischung, Verschmutzung, Vergiftung und landwirtschaftliche Monokulturen bedroht. Watson kritisiert die weltweite Zersiedelung der Landschaft, die Versauerung der Meere, die Zerstörung der Ozonschicht, die globale Erwärmung und den Klimawandel und prangert das weltweite Artensterben an.
Er fordert die Anerkennung anderer Arten als Mit- und Erdenbürger. Deshalb braucht die Erde seiner Meinung nach für ihre Gesundung große Gebiete, aus denen sich die Menschen zurückziehen und nicht in die Natur eingreifen sollen. Watson plädiert dafür, die Nutzung fossiler Brennstoffe einzustellen, stattdessen solle die Menschheit auf erneuerbare Energien wie Windenergie, Wasserkraft und Solarenergie setzen. Schiffe sollten z. B. mit Segeln und Wind angetrieben werden. Nahrungserzeugnisse sollten vor Ort produziert und nicht sinnlos durch die halbe Welt transportiert werden. Watson plädiert dafür, die riesigen Herden von Kühen und Schafen wegen ihres Methanausstoßes durch weniger schädliche Bisons und Karibus zu ersetzen. Die Menschen sollten sich auch möglichst vegetarisch ernähren. Aus ökologischen und ethischen Gründen ernähren sich die Mannschaftsmitglieder auf allen Schiffen seiner Organisation rein vegan.
Watson plädiert für ein Wirtschaftssystem, in dem alle Menschen einen Zugang zu Bildung und medizinischer Versorgung haben, ohne die Welt und ihre Ressourcen auszubeuten. Deshalb setzt er sich für eine Populationskontrolle ein und schlägt vor, dass sich die Menschheit in Zukunft radikal auf eine Milliarde Individuen beschränken und nur solchen Personen Nachwuchs zugestehen soll, die sich ihrer Verantwortung für das Wohlergehen der Welt und ihrer Bewohner stellen. Nur diejenigen sollten Eltern werden dürfen, die diese Aufgabe beruflich übernehmen. Watson vergleicht die Situation bildlich mit der Krankheit Krebs, die man nur mit radikalen und invasiven Mitteln bekämpfen könne. Die Biosphäre könne nur durch ebenso radikale Methoden vom „menschlichen Virus“ geheilt werden.

## Rezeption und Auszeichnungen
Im April 2003 wurde Watson in das Direktorium der US-Naturschutzorganisation Sierra Club gewählt. Dort wollte er die Themen des unbegrenzten Bevölkerungszuwachses, der Zuwanderung und des Vegetarismus einbringen, stieß dabei im Direktorium allerdings auf Widerstand. Im April 2006 trat er schließlich aus Protest gegen die Haltung des Direktoriums bezüglich der Jagd von seinem Posten zurück.
Der kanadische Schriftsteller Farley Mowat bezeichnete Watson 2007 als den „entschlossensten und effektivsten Schützer der Meerestiere“. Das Time Magazine ernannte ihn zusammen mit Robert Hunter im Jahr 2000 zum „Helden des zwanzigsten Jahrhunderts“. Die britische Zeitung The Independent betitelte Watson unter den „Verteidigern der Erde“ zu den zehn wichtigsten Öko-Kriegern und The Guardian wählte Watson zu den 50 Menschen, die den Planeten retten könnten („50 people who could save the planet“).
Am 10. November 2011 kam der Dokumentarfilm Paul Watson – Bekenntnisse eines Öko-Terroristen in die deutschen Kinos und wurde am 27. Januar 2012 auf DVD und Blu-Ray veröffentlicht.
Watson ist Hauptfigur der Dokumentation Whale Wars – Krieg den Walfängern!

## Schriften
- Paul Watson: Shepherds of the Sea. Sea Shepherd Conservation Society, 1980.
- Paul Watson, Warren Rogers, Joseph Newman (Einführung: Cleveland Amory): Sea Shepherd: My Fight for Whales and Seals. W.W. Norton & Co (1981), ISBN 978-0-393-01499-0.
- Robert Hunter, Paul Watson: Cry Wolf! Shepherds of the Earth Publications, 1985 (Vorwort: Rafe Mair).
- Paul Watson (Vorwort: Dave Foreman): Earthforce: Earth Warrior’s Guide to Strategy. Chaco Press, 1993, ISBN 0-9616019-5-7.
- Paul Watson (Vorwort: Farley Mowat): Ocean Warrior. Mein Kreuzzug gegen das sinnlose Schlachten der Wale. Ehrenwirth, 1995, ISBN 978-3-431-03374-8.
- Paul Watson: Seal Wars: 25 Years on the Front Lines with the Harp Seals. Key Porter Books, 2002, ISBN 978-1-55263-510-0 (gebundene Ausgabe).
- Paul Watson: Seal Wars: 25 Years on the Front Lines with the Harp Seals. Firefly Books, 2003, ISBN 978-1-55297-751-4 (Taschenbuch).

## Dokumentarfilme über und mit Paul Watson (Auswahl)
- 2008: Pirate for the Sea[58][59] von Ronald Colby
- 2009: Die Bucht von Louie Psihoyos
- 2011: Paul Watson – Bekenntnisse eines Öko-Terroristen von Peter Jay Brown
- 2015: How to Change the World von Jerry Rothwell
- 2018: Citizen Animal – A Small Family’s Quest for Animal Rights[60]
- 2019: Watson von Lesley Chilcott
- 2024: Paul Watson – Schützer der Meere | Arte